# 사임당, 빛의 일기
《사임당, 빛의 일기》는 2017년 1월 26일부터 2017년 5월 4일까지 방송된 SBS 드라마 스페셜이다.
2015년 8월부터 촬영을 시작해 2016년 6월까지 마무리를 짓는 100% 사전 제작으로 촬영을 진행하여 2016년 10월 초에 SBS 주말 특별기획 드라마로 방영을 할 예정이었지만, 해외 판권 독점 계약을 위한 사전 심의 기간을 염두에 두고, 전작인 《푸른 바다의 전설》 후속작으로 방영하게 되었다.
한편, 《대장금》 이후 방송 활동이 전무하다시피 했던 이영애가 12년만에 복귀했다는 점에서 많은 관심을 모으며 성공을 예상했지만, 진부한 타임루프 소재와 더불어 배우들과 맞지 않는 동떨어진 캐릭터 등으로 예상보다 못한 관심을 받았으며, 경쟁작인 비즈니스 코미디 드라마 《김과장》이 탄탄한 줄거리와 배우들의 열연으로 예상치 못한 히트를 치기 시작하면서 배우 이름이 무색하게 참패하고 말았다.

## 줄거리
조선시대 사임당 신씨의 생애를 재해석한 작품으로, 천재화가 사임당의 예술혼과 불멸의 사랑을 그린 작품이다. 한국 미술사를 전공한 대학강사 서지윤이 우연히 발견한 사임당 일기와 의문의 미인도에 얽힌 비밀을 풀어나가며 과거와 현재를 오간다.

## 등장 인물

### 주요 인물
- 이영애 : 신사임당 (아역 : 박혜수) / 서지윤 역 - 조선 중기, 절대 색감을 가진 천재 화가 / 한국 미술사를 전공한 대학 강사
- 송승헌 : 의성군 이겸 역 (아역 : 양세종, 권빈) / 역적으로 몰려 죽은 구성군의 손자. 비익당의 수장이다.

### 과거시대 관련 인물
- 오윤아 : 휘음당 최씨 역 (아역 : 윤예주) - 중부학당 삼 인방의 좌장이자 민치형의 부인
- 최철호 : 민치형 역 - 휘음당의 남편. 동물적인 정치 감각으로, 무서운 속도로 출세가도를 달리고 있는 인물.
- 최종환 : 중종 역 - 치국평천하 따위에는 관심 없는 생존형 국왕.
- 윤다훈 : 이원수 역 (젊은 시절 : 노형욱) - 홀어머니 밑에서 자라며 야심도 욕심도 없이 천하 태평하게 살아온 인물. 오매불망 짝사랑하던 절세 미녀 사임당과 혼례를 올리게 된다.
- 강수한 : 이선 역
- 신수연 : 이매창 역
- 정준원 : 이현룡 (율곡 이이) 역
- 이시훈 : 이우 역
- 장서경 : 향이 역
- 노영학 : 세자 역
- 윤준성 : 이후 역
- 박준면 : 공씨 부인 역
- 구혜령 : 향이의 어머니 담이 역
- 김태용 : 민지균 / 송시진 역
- 최승훈 : 민지성 / 송시후 역
- 송민형 : 영의정 윤경보 역
- 조승연 : 우의정 역
- 이주연 : 옹주 역
- 유종연 : 임꺽정 역
- 도민혁 : 장태룡 역
- 안신우 : 백인걸 역
- 홍석천 : 이몽룡 역
- 박정학 : 관진 역
- 김정학 : 좌의정 홍계필 역
- 전수경 : 서씨 부인 역
- 이성욱 : 유민대장 역
- 김해숙 : 남귀인 역
- 이해영 : 이황 역
- 김민희 : 주모 권씨 역

### 현대시대 관련 인물
- 양세종 : 한상현 역 - 차세대 인문학자. 문화비평계의 라이징 스타.
- 최종환 : 민정학 역 - 지윤의 지도 교수로 한국 미술사 학계의 실세. 겉으론 사람 좋은 듯 보이나 속에는 구렁이 열두 마리가 들어앉은 인물.
- 김해숙 : 김정희 역 - 민석의 母. 지윤의 시어머니. 원조 헬리콥터 맘이다.
- 이해영 : 정민석 역 - 지윤의 남편. 억대 연봉의 펀드 매니저.
- 박준면 : 고혜정 역 - 지윤의 절친. 실력 있는 ‘고미술 복원 전문가’이다.
- 이태우 : 정은수 역
- 김미경 : 선 과장 역
- 김영준 : 남 조교 역
- 김홍교 : 문 조교 역
- 안다 : 안나 역
- 송민형 : 허 회장 역
- 구혜령 : 철물점 주인 역
- 전수경 : 창민 모친 역
- 김민희 : 설렁탕집 주인 역
- 노영학 : 라드 역

### 그 외 인물
- 설정환 : 김제 역
- 나광훈
- 유지연
- 허성태 : 왕정철 역
- 조창근 : 엄치욱 역
- 박지현
- 강철성
- 김귀선
- 백윤흠
- 권병길
- 라이문드 로이어
- 신철진
- 김동현
- 안수호
- 안수빈 : 치마부인 역
- 김대곤
- 김소정
- 구건민
- 김용구
- 이순성
- 이재욱
- 박노식
- 김진근
- 이순성
- 이진호
- 김용호
- 김지한
- 민병욱
- 장격수
- 강학수
- 이서준 : 유민 역
- 장영철
- 김선영
- 윤서정
- 김숙인
- 이선영
- 김재철
- 심유정
- 홍진기 : 젊은 이조 좌랑 역
- 우현 : 민치형의 심복 역
- 리민
- 박진성
- 장문규
- 이낙준
- 황인범
- 지성근
- 이진목
- 최용민 : 서지윤의 아버지 역
- 박성균
- 민대식
- 유일한
- 정재원
- 정윤
- 장용철
- 홍택근
- 곽두한
- 김재철 : 훈도관 역
- 김종호
- 이재호 : 신진사대부 역
- 유종열
- 정재원
- 정윤
- 지성환
- 소병철
- 김동현
- 오은별
- 권진란 : 오죽헌 여종복 순이 역
- 하도권 : 장시오 집사 역
- 구건민
- 박상훈 : 원효 역
- 박귀순
- 최연동
- 박기륭 : 윤자임 역

### 특별 출연
- 김서라 : 민정학의 아내 역
- 반효정 : 이겸의 고모 역
- 이경진 : 용인 이씨 역
- 최일화 : 신명화 역
- 윤석화 : 단경왕후 신씨 역

## 시청률
최저 시청률과 최고 시청률은 시청률 조사회사와 지역별로 시청률에 차이가 있을 수 있습니다.
| 2017년      | 2017년      | 2017년         | 2017년       | 2017년         | 2017년       |
| 회차        | 방송일      | TNmS 시청률    | TNmS 시청률  | AGB 시청률     | AGB 시청률   |
| 회차        | 방송일      | 대한민국(전국) | 서울(수도권) | 대한민국(전국) | 서울(수도권) |
| ----------- | ----------- | -------------- | ------------ | -------------- | ------------ |
| 제1회       | 1월 26일    | 13.9%          | 16.0%        | 15.6%          | 16.6%        |
| 제2회       | 1월 26일    | 11.8%          | 13.4%        | 16.3%          | 16.6%        |
| 제3회       | 2월 1일     | 10.6%          | 12.2%        | 13.0%          | 13.5%        |
| 제4회       | 2월 2일     | 10.2%          | 11.5%        | 12.3%          | 12.6%        |
| 제5회       | 2월 8일     | 8.6%           | 9.9%         | 10.7%          | 11.0%        |
| 제6회       | 2월 9일     | 8.7%           | 10.3%        | 12.0%          | 12.5%        |
| 제7회       | 2월 15일    | 7.0%           | 8.7%         | 9.7%           | 10.2%        |
| 제8회       | 2월 16일    | 7.8%           | 9.0%         | 10.3%          | 10.9%        |
| 제9회       | 2월 22일    | 7.6%           | 8.6%         | 9.8%           | 10.4%        |
| 제10회      | 2월 23일    | 8.3%           | 9.9%         | 10.1%          | 10.7%        |
| 제11회      | 3월 1일     | 7.7%           | 9.1%         | 9.6%           | 9.7%         |
| 제12회      | 3월 2일     | 8.4%           | 9.4%         | 10.3%          | 10.3%        |
| 제13회      | 3월 8일     | 7.8%           | 8.7%         | 10.3%          | 10.3%        |
| 제14회      | 3월 9일     | 8.4%           | 9.1%         | 10.5%          | 10.7%        |
| 제15회      | 3월 15일    | 8.4%           | 9.0%         | 10.4%          | 10.8%        |
| 제16회      | 3월 16일    | 9.3%           | 10.5%        | 10.2%          | 10.2%        |
| 제17회      | 3월 22일    | 8.3%           | 9.0%         | 9.4%           | 9.1%         |
| 제18회      | 3월 23일    | 9.0%           | 10.4%        | 10.0%          | 9.9%         |
| 제19회      | 3월 29일    | 8.1%           | 9.7%         | 9.0%           | 9.3%         |
| 제20회      | 3월 30일    | 8.2%           | 9.4%         | 9.3%           | 9.3%         |
| 제21회      | 4월 5일     | 8.6%           | 10.0%        | 9.4%           | 8.8%         |
| 제22회      | 4월 6일     | 8.7%           | 9.3%         | 9.6%           | 9.3%         |
| 제23회      | 4월 12일    | 7.4%           | 8.4%         | 8.5%           | 8.4%         |
| 제24회      | 4월 19일    | 6.0%           | 6.2%         | 6.1%           | 5.9%         |
| 제25회      | 4월 20일    | 7.2%           | 7.9%         | 8.3%           | 8.8%         |
| 제26회      | 4월 26일    | 6.4%           | 6.9%         | 7.8%           | 7.7%         |
| 제27회      | 4월 27일    | 7.4%           | 7.8%         | 8.4%           | 8.5%         |
| 제28회      | 5월 4일     | 6.8%           | 7.5%         | 8.2%           | 8.8%         |
| 평균 시청률 | 평균 시청률 | 8.5%           | 9.6%         | 10.2%          | 10.4%        |

## OST

### 파트 1
| #            | 제목                                 | 작사                | 작곡                        | 편곡 | 재생 시간 |
| ------------ | ------------------------------------ | ------------------- | --------------------------- | ---- | --------- |
| 1.           | 〈그때 그날 우리〉 (혜미 (피에스타)) | 하울 (HowL), 박근철 | 하울 (HowL), 박근철, 정수민 | 4:50 |           |
| 2.           | 〈그때 그날 우리 (Inst.)〉           |                     | 하울 (HowL), 박근철, 정수민 | 4:50 |           |
| 총 재생 시간 | 총 재생 시간                         | 총 재생 시간        | 총 재생 시간                | 9:40 |           |

### 파트 2
| #            | 제목                     | 작사         | 작곡           | 편곡 | 재생 시간 |
| ------------ | ------------------------ | ------------ | -------------- | ---- | --------- |
| 1.           | 〈연〉 (김윤아 (자우림)) | 김윤아       | 송병준, 류영민 | 3:58 |           |
| 2.           | 〈연 (Inst.)〉           |              | 송병준, 류영민 | 3:58 |           |
| 총 재생 시간 | 총 재생 시간             | 총 재생 시간 | 총 재생 시간   | 7:56 |           |

### 파트 3
| #            | 제목                    | 작사                        | 작곡                        | 편곡 | 재생 시간 |
| ------------ | ----------------------- | --------------------------- | --------------------------- | ---- | --------- |
| 1.           | 〈너에게 간다〉 (더 원) | 하울 (HowL), 박근철, 정수민 | 하울 (HowL), 박근철, 정수민 | 4:23 |           |
| 2.           | 〈너에게 간다 (Inst.)〉 |                             | 하울 (HowL), 박근철, 정수민 | 4:23 |           |
| 총 재생 시간 | 총 재생 시간            | 총 재생 시간                | 총 재생 시간                | 8:46 |           |

### 파트 4
| #            | 제목                         | 작사         | 작곡           | 편곡 | 재생 시간 |
| ------------ | ---------------------------- | ------------ | -------------- | ---- | --------- |
| 1.           | 〈언제든, 어디라도〉 (린)    | 하울 (HowL)  | 하정호, 한태수 | 4:29 |           |
| 2.           | 〈언제든, 어디라도 (Inst.)〉 |              | 하정호, 한태수 | 4:29 |           |
| 총 재생 시간 | 총 재생 시간                 | 총 재생 시간 | 총 재생 시간   | 8:58 |           |

### 파트 5
| #            | 제목                | 작사         | 작곡         | 편곡 | 재생 시간 |
| ------------ | ------------------- | ------------ | ------------ | ---- | --------- |
| 1.           | 〈왜 그댈〉 (지아)  | 하울 (HowL)  | 김지수       | 4:13 |           |
| 2.           | 〈왜 그댈 (Inst.)〉 |              | 김지수       | 4:13 |           |
| 총 재생 시간 | 총 재생 시간        | 총 재생 시간 | 총 재생 시간 | 8:26 |           |

### 파트 6
| #            | 제목                        | 작사         | 작곡           | 편곡 | 재생 시간 |
| ------------ | --------------------------- | ------------ | -------------- | ---- | --------- |
| 1.           | 〈단 한 번의 사랑〉 (이수)  | 하울 (HowL)  | 하정호, 고영환 | 3:43 |           |
| 2.           | 〈단 한 번의 사랑 (Inst.)〉 |              | 하정호, 고영환 | 3:43 |           |
| 총 재생 시간 | 총 재생 시간                | 총 재생 시간 | 총 재생 시간   | 7:26 |           |

### 파트 7
| #            | 제목                    | 작사         | 작곡           | 편곡 | 재생 시간 |
| ------------ | ----------------------- | ------------ | -------------- | ---- | --------- |
| 1.           | 〈기억상실증〉 (김범수) | 임동균       | 임동균, 김영성 | 3:48 |           |
| 2.           | 〈기억상실증 (Inst.)〉  |              | 임동균, 김영성 | 3:48 |           |
| 총 재생 시간 | 총 재생 시간            | 총 재생 시간 | 총 재생 시간   | 7:46 |           |

### 파트 8
| #            | 제목                       | 작사         | 작곡           | 편곡 | 재생 시간 |
| ------------ | -------------------------- | ------------ | -------------- | ---- | --------- |
| 1.           | 〈별의 노래〉 (멜로디데이) | 하울 (HowL)  | 하정호, 고영환 | 3:39 |           |
| 2.           | 〈별의 노래 (Inst.)〉      |              | 하정호, 고영환 | 3:39 |           |
| 총 재생 시간 | 총 재생 시간               | 총 재생 시간 | 총 재생 시간   | 7:18 |           |

| #            | 제목                      | 작사         | 작곡         | 편곡 | 재생 시간 |
| ------------ | ------------------------- | ------------ | ------------ | ---- | --------- |
| 1.           | 〈아무도 모르게〉 (안다)  | 신재홍       | 신재홍       | 4:10 |           |
| 2.           | 〈아무도 모르게 (Inst.)〉 |              | 신재홍       | 4:10 |           |
| 총 재생 시간 | 총 재생 시간              | 총 재생 시간 | 총 재생 시간 | 8:20 |           |

### 파트 10
| #            | 제목              | 작사         | 작곡           | 편곡 | 재생 시간 |
| ------------ | ----------------- | ------------ | -------------- | ---- | --------- |
| 1.           | 〈Half〉 (문형서) | 하울 (HowL)  | 하정호, 고영환 | 3:58 |           |
| 2.           | 〈Half (Inst.)〉  |              | 하정호, 고영환 | 3:58 |           |
| 총 재생 시간 | 총 재생 시간      | 총 재생 시간 | 총 재생 시간   | 7:56 |           |

## 결방 사유 및 편성 변경
- 2017년 1월 26일 : 밤 10시부터 2회 연속방송 (1회, 2회)
- 2017년 4월 13일 : 2017 국민의 선택 대통령 후보 초청토론 방송으로 인해 결방되었다.[6]
- 2017년 5월 3일 : 가정의 달 특선 영화 굿바이 싱글 특집 방송으로 인해 결방되었다.[7]
- 사임당, 빛의 일기 방영 분량이 30부작에서 2회 축소되어 28부작으로 변경 및 확정되었다.[8]

## 동시간대 드라마
KBS 수목드라마
- 《김과장》 (2017년 1월 25일 ~ 2017년 3월 30일)
- 《추리의 여왕》 (2017년 4월 5일 ~ 2017년 5월 25일)

MBC 수목드라마
- 《미씽나인》 (2017년 1월 18일 ~ 2017년 3월 9일)
- 《자체발광 오피스》 (2017년 3월 15일 ~ 2017년 5월 4일)